# Anthurium polyschistum
Anthurium polyschistum är en kallaväxtart som beskrevs av Richard Evans Schultes och Idrobo. Anthurium polyschistum ingår i släktet Anthurium och familjen kallaväxter. Inga underarter finns listade.